# Болеславець-Лесьни
Болеславець-Лесьни (пол. Bolesławiec Leśny) — село в Польщі, у гміні Блендув Груєцького повіту Мазовецького воєводства.
Населення — 77 осіб (2011).
У 1975-1998 роках село належало до Радомського воєводства.

## Демографія
Демографічна структура станом на 31 березня 2011 року:
|          | Загалом | Допрацездатний вік | Працездатний вік | Постпрацездатний вік |
| -------- | ------- | ------------------ | ---------------- | -------------------- |
| Чоловіки | 45      | 8                  | 30               | 7                    |
| Жінки    | 32      | 7                  | 16               | 9                    |
| Разом    | 77      | 15                 | 46               | 16                   |